# Walter Hesselbach
Walter Hesselbach (* 20. Januar 1915 in Frankfurt am Main; † 5. November 1993 in Walenstadt, Kanton St. Gallen, Schweiz) war ein deutscher Bankmanager, Gewerkschafter und Kommunalpolitiker.

## Leben
Walter Hesselbach wurde 1932 Mitglied der SPD und machte 1933 sein Abitur. Er wollte Lehrer werden. Da er jedoch vorübergehend der Sozialistischen Arbeiterjugend angehört hatte, durfte er unter den Nationalsozialisten zunächst nicht studieren. Daher machte er eine Banklehre im Bankhaus J. Dreyfus & Co. 1935 bestand er die Kaufmannsgehilfenprüfung. Von 1935 bis 1937 war er Angestellter der Deutschen Ueberseeischen Bank. Dort wurde ihm dann die Kündigung nahegelegt, weil er nicht in die Deutsche Arbeitsfront eintreten wollte. Ab 1938 war er Sekretär des Millionärs Georg von Opel. Gleichzeitig studierte er als Externer Betriebswirtschaft an der Johann Wolfgang Goethe-Universität in Frankfurt am Main.
1940 wurde er zum Kriegsdienst einberufen. Von 1944 bis 1947 war er in französischer Kriegsgefangenschaft. Danach kehrte er nach Frankfurt am Main zurück und engagierte sich in der SPD, den Gewerkschaften und dem republikschützenden Reichsbanner Schwarz-Rot-Gold. Zuerst arbeitete er bei der Landeszentralbank Hessen und ab 1948 bei der Bank deutscher Länder. 1948 wurde er Betriebsratsvorsitzender. Von 1952 bis 1977 war er als ehrenamtlicher Stadtrat Mitglied des Magistrats der Stadt Frankfurt am Main, und zwar neben Elli Horeni und Hans Eick einer der wenigen ehrenamtlichen Stadträte, denen ein Geschäftsbereich (Weingut Hochheim) übertragen war. Von 1952 bis 1958 war er Vorstandsmitglied der Landeszentralbank Hessen. 1958 führte er die Fusion der sechs regionalen Gemeinwirtschaftsbanken der Bundesrepublik zur bundesweiten Bank für Gemeinwirtschaft (BfG) durch und übernahm das Amt des Vorstandssprechers. Ab 1961 wurde er Vorstandsvorsitzender der BfG. 1977 trat er zurück und wechselte in den Aufsichtsrat, dem er bis 1985 als Mitglied angehörte. Danach war er Ehrenmitglied des Aufsichtsrates.
Von 1977 bis 1985 war Hesselbach Vorstandsvorsitzender der Gewerkschaftsholding BGAG, von 1986 bis 1994 Bundesvorsitzender des Reichsbanners Schwarz-Rot-Gold. Er war mehrfach Schlichter bei Tarifverhandlungen und bis zuletzt Vorsitzender des deutsch-israelischen Wirtschaftsvereins sowie Ehrenvorsitzender der Deutsch-Israelischen Gesellschaft.
Ihm zu Ehren gab die Stadt Frankfurt einer Straße in einem seit 2003 im Aufbau befindlichen Neubaugebiet in der Nähe der Friedberger Warte den Namen Walter-Hesselbach-Straße.

## Veröffentlichung

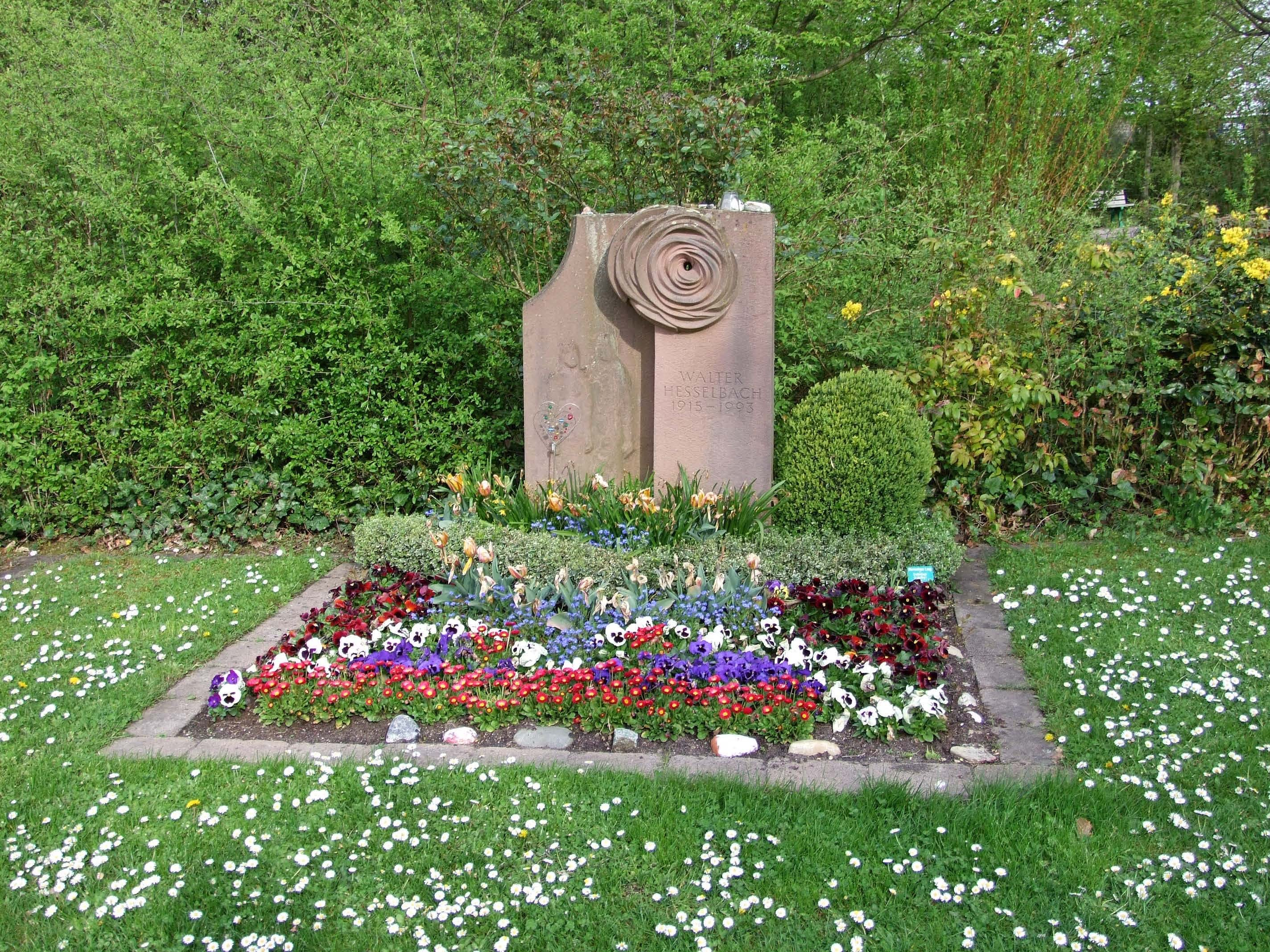
Grab auf dem Parkfriedhof Heiligenstock in Frankfurt am Main

- Die gemeinwirtschaftlichen Unternehmen (1970)

## Auszeichnungen (Auswahl)
- Ehrendoktor der San-Carlos-Universität in Cebu City, Philippinen (1968)
- Ehrendoktor der Universität Tel Aviv (1970)
- Ehrendoktor der Universität Jerusalem (1974)
- Großes Bundesverdienstkreuz (1975) mit Stern (1980) und Schulterband (1985)
- Goetheplakette der Stadt Frankfurt am Main (1980)
- Golda-Meir-Preis für besondere Verdienste um Staat und Wirtschaft Israels (1980)
- Johanna-Kirchner-Medaille der Stadt Frankfurt am Main (1991)